# John J. Sullivan
John Joseph Sullivan, född 20 november 1959 i Boston i Massachusetts, är en amerikansk jurist, diplomat och republikansk politiker. Mellan 2017 och 2019 var han USA:s biträdande utrikesminister i president Donald Trumps kabinett. Från den 5 februari 2020 var han USA:s ambassadör i Ryssland.

## Karriär
Sullivan avlade dubbla kandidatexamen i historia och statsvetenskap vid Brown University 1981. Därefter fortsatte han sina studier vid Columbia University och avlade där juristexamen 1985. Under sin tid vid Columbia var han även verksam som redaktör för tidskriften Columbia Law Review.
Mellan 2008 och 2009 arbetade Sullivan som biträdande handelsminister i George W. Bushs kabinett.
Den 11 april 2017 nominerades Sullivan till att bli biträdande utrikesminister bakom dåvarande utrikesminister Rex Tillerson, av USA:s president Donald Trump. Efter att ha godkänts av senaten tillträdde han ämbetet den 24 maj 2017. Den 1 april 2018 började Sullivan fungera som den tillförordnande verkställande utrikesministern i USA, efter att den tidigare utrikesministern Rex Tillerson officiellt avgått den 31 mars 2018. I praktiken var dock Sullivan tillförordnand utrikesminister redan från den 13 mars 2018. Den 26 april 2018 tillträdde Mike Pompeo som ny utrikesminister, varpå Sullivan återgick till rollen som biträdande utrikesminister.